# Dendrodochium hymenuloides
Dendrodochium hymenuloides är en lavart som beskrevs av Sacc. 1896. Dendrodochium hymenuloides ingår i släktet Dendrodochium och familjen Bionectriaceae.   Inga underarter finns listade i Catalogue of Life.